# Reform av den sexuella myndighetsåldern
Reform av den sexuella myndighetsåldern, syftar på debatten och lagändringar om sexuell myndighetsålder i olika länder och epoker. Det kan exempelvis gälla förslag om höjd eller sänkt åldersgräns, förslag om att helt ta bort lagen, eller förslag om att ändra sättet på vilket lagarna tillämpas. Andra frågor som diskuteras i relation till lagen om sexuell myndighetsålder är homosexuella vs heterosexuella sexuella relationer, olika åldersgränser för pojkar och flikor samt om undantag bör ges för sexuella relationer mellan unga (det vill säga med låg åldersskillnad). 

## Undantag för sex med jämnåriga
I USA har flera delstater antagit lagar som medför undantag då underåriga personer (vanligtvis 14 och 15-åringar) har sexuellt umgänge med andra unga personer. Sådana lagar infördes 2007 i Connecticut, Florida och Indiana. Liknande lagar har också införts i några andra länder än USA. 

## Höjning av den sexuella myndighetsåldern

### Indien
I Indien före det brittiska styret var den sexuella myndighetsåldern 10 år. Men 1891 höjde den brittiska regeringen gränsen till 12 år.

### Kanada
2006 föreslog regeringen en höjning av den sexuella myndighetsåldern från 14 till 16 år (1890 hade den höjts från 12 till 14). De föreslog samtidigt undantag för 14- och 15-åringar som har sexuellt umgänge med personer som är upp till fem år äldre, samt ett undantag för 12- och 13-åringar som har sexuellt umgänge med personer som är max två år äldre. Lagförslagen antogs och började gälla den 1 maj 2008.

### Ryssland
I Ryssland höjde Duman 2002 den sexuella myndighetsåldern från 14 till 16 år.

### Storbritannien
Under medeltiden var den sexuella myndighetsåldern 12 år i England. 1875 höjdes den dock till 13 (genom Criminal Law Amendment Act of 1885).

### USA
I USA hade de flesta delstater sexuell myndighetsålder på 10-12 år (och i Delaware var gränsen endast 7 år). Så sent som 1895 var gränsen fortfarande sju år i Delaware enligt en artikel i New York Times. Feminister och barnrättsaktivister krävde dock en höjning till 16 år och sedan till 18. Rörelsen för en höjning av dessa åldersgränser var framgångsrik och 1920 hade nästan alla delstater höjt gränsen till 16-18 år.

#### Hawaii
2001 höjdes den sexuella myndighetsåldern från 14 till 16.